# Rhodiola wallichiana
Rhodiola wallichiana là một loài thực vật có hoa trong họ Crassulaceae. Loài này được (Hook.) S.H. Fu miêu tả khoa học đầu tiên năm 1965.